# Daniel Gimeno-Traver
Daniel Gimeno Traver (* 7. srpna 1985 ve Valencii, Španělsko) je současný španělský profesionální tenista. Ve své dosavadní kariéře nevyhrál na okruhu ATP World Tour žádný turnaj. Na turnajích typu Challenger zaznamenal 7 finálových vítězství (5× zvítězil ve dvouhře a 2× ve čtyřhře). Jeho nejvyšším umístěním na žebříčku ATP ve dvouhře bylo 72. místo (listopad 2009) a ve čtyřhře 153. místo (září 2009).

## Finálové účasti na turnajích ATP World Tour (0)
Žádné.

## Tituly na turnajích ATP Challenger Tour (7)

### Dvouhra (5)
| Č. | Datum            | Turnaj     | Povrch | Soupeř ve finále | Výsledek      |
| 1. | 15. srpen, 2004  | Cordenons  | antuka | Daniel Köllerer  | 4–6, 6–4, 6–3 |
| 2. | 18. květen, 2008 | Aarhus     | antuka | Eric Prodon      | 7-5, 7-5      |
| 3. | 7. září, 2008    | Brašov     | antuka | Alexander Flock  | 4-6, 6-4, 6-4 |
| 4. | 20. září, 2009   | Banja Luka | antuka | Julian Reister   | 6-4, 6–1      |
| 5. | 5. říjen, 2009   | Tarragona  | antuka | Paolo Lorenzi    | 6-4, 6–0      |

### Čtyřhra (2)
| Č. | Datum            | Turnaj | Povrch | Partner      | Soupeři ve finále                       | Výsledek |
| 1. | 7. květen, 2006  | Tunis  | antuka | Iván Navarro | Bart Beks Martijn van Haasteren         | 6-2, 7-5 |
| 2. | 11. květen, 2008 | Telde  | antuka | Daniel Muñoz | Miguel Ángel López José Antonio Sánchez | 6-3, 6-1 |

## Postavení na žebříčku ATP na konci sezóny

### Dvouhra
| Rok    | 2002  | 2003   | 2004   | 2005   | 2006   | 2007   | 2008  | 2009  |
| Pořadí | 1066. | ▲ 790. | ▲ 178. | ▼ 193. | ▼ 270. | ▲ 173. | ▲ 95. | ▲ 72. |

### Čtyřhra
| Rok    | 2002  | 2003    | 2004   | 2005   | 2006   | 2007   | 2008   | 2009   |
| Pořadí | 1039. | ▼ 1520. | ▲ 570. | ▲ 479. | ▲ 218. | ▼ 787. | ▲ 249. | ▲ 181. |

## Zajímavost
Na jeho počest se od roku 2011 pořádá na Kladně amatérský tenisový deblový turnaj o pohár Gimeno -Travera.